# 劍客生涯
《劍客生涯》是池波正太郎所作的時代小説。從1972年1月到1989年7月在小説新潮斷斷續續的連載。作為外傳的「黑白」和2篇，從1981年4月到1988年5月在週刊新潮連載。
本作與「鬼平犯科帳」和「殺手・藤枝梅安」一起為池波的代表作。全16本單行本，到2004年2月已經出版1800萬本以上並且被改編過電視劇・舞台劇・漫畫等。以無外流老劍客、秋山小兵衛（あきやま こへえ）為本作主角並且和其妻子阿春、兒子大治郎、女性劍客佐佐木三冬等人，一起在江戶的舞台上因為遭遇各種事情而活躍著。
池波在新潮社刊所收錄的随筆「關於名字的命名」中寫說「關於小兵衛的性格，有各種原型，不過他的風貌是以歌舞伎演員・中村又五郎為原型」。

## 登場人物

### 主要人物
- 秋山小兵衛

是一名無外流高手的老劍客。師事，之後在師父的道場關閉後，小兵衛在四谷・仲町建立道場，後來在鐘淵隱居並且過著優閒的生活。是個老當益壯而且處事圓滑的老人。
在道場時代時和阿貞結婚並且生下大治郎，在阿貞離世以後，隱居在鐘淵，後來和比兒子的年紀還小的阿春再婚。
- 阿春

從小兵衛在鐘淵隠居時，就在他的房子裡面幫傭。後來與小兵衛結婚，是關屋村百姓・岩五郎和阿先的次女。
兩人結婚的事情讓阿春的父親相當吃驚而且非常憤怒，不過之後了解小兵衛的為人並且接受了他。
- 秋山大治郎

秋山小兵衛的兒子。7歳時即與母親阿貞死別。
13歳時在父親小兵衛的門下接受劍術指導。
在15歳的夏天時，前去投入師公辻平右衛門的門下，從這之後到平右衛門過世前，被師叔嶋岡礼藏加以鍛鍊。平右衛門死後，以四年時間在各地進行修行之旅。24歳時回來江戶、在父親的幫忙下於淺草外的真崎稲荷神社附近建立道場。在道場教導粂太郎等少數門人並且也會前往外面的田沼宅邸裡的道場指導劍術。
後來和佐左木三冬結婚並且生下兒子小太郎。最初是名天真無邪的好青年，慢慢受到父親影響而變成處事圓滑的人並且成為江戶有名的無外流劍客。
- 田沼意次

十代將軍・德川家治所寵愛的老中。
因為鼓勵武藝，所以對於秋山父子相當賞識。後來將自己宅邸的道場托負給成為女婿的秋山大治郎。
其印象往往會被認為是個搞賄賂政治的惡人，但在本作則描寫他是一名擁有卓越未來觀和政治力的好人物。
- 佐佐木三冬

田沼意次庶出的女兒，母親阿廣是田沼的侍女。為一刀流・井關忠八郎的弟子，是被叫作井關道場四天王其中一人的男裝女武者。
作為母親這邊親戚的叔叔泉屋吉右衛門是書物批發商並且有一間在根岸的宿舍，三冬即在那邊與老僕人嘉助住在一起，之後與大治郎結婚而離開那邊。剛開始登場時，對父親相當排斥而且有著做任何事都很男性化的性格，之後與秋山父子的往來加深以後才逐漸有女人的樣子並且和父親和好。當初對於小兵衛抱持著憧憬的感情，後來愛上大治郎並與他結為夫妻。不過卻讓嘉助一人住在原宿舍裡並且感到相當寂寞，所以三冬在結婚後與大治郎數次去拜訪他。

### 次要人物
- 彌七

小兵衛的弟子並且是四谷・傳馬町的御用聞(類似中國的捕快)。
直屬於八丁堀同心・永山精之助，老婆阿嶺經營一家叫做「武藏屋」的飯館，在這裡被叫作「武藏屋的頭目」而且人望也相當高。有一個兒子。
- 德次郎（傘屋的德次郎）

通稱為傘徳。是彌七的手下。特技是跟蹤。和彌七同樣為秋山父子工作。
- 嘉助

佐佐木三冬的僕人。住在根岸的宿舍裡，到三冬和大治郎結婚前都照顧著她。
- 飯田粂太郎

大治郎的弟子。父親是飯田平助為老中田沼意次的家臣，因為企圖暗殺意次的事情失敗而自殺。意次從頭到尾都知道這件事情，為了表現其度量之大，不但沒有責備平助的遺族並且讓粂太郎在他父親死後繼承他的俸祿。
粂太郎並不知道父親自殺的真相而服侍田沼家，並且受到三冬的推薦成為大治郎的弟子。
- 小川宗哲

本所・龜町澤的町醫生。對於病人無論身份都能施以平等的治療，因此在本所附近的名聲相當高。
和小兵衛有15年以上的交情，在下棋方面是小兵衛的對手。根據本人說法，自己以前曾經是個嗜錢如命的人物。
- 又六

在街頭賣烤鰻魚的攤販。因為對於身為流氓的哥哥感到苦惱而請求大治郎鍛鍊他的勇氣，之後和秋山父子有親密的往來。
- 嶋岡禮藏

秋山小兵衛的同門師弟。師事無外流的辻平右衛門並且陪伴老師在大原里閒居。
在辻平右衛門的弟子中，秋山小兵衛和嶋岡禮藏被評為門下的｢龍虎｣和｢雙璧｣。年紀小於小兵衛三歲。是秋山大治郎的第二個師父。
在要和柿本源七郎對決前，被柿本的弟子・伊藤三彌的弓箭射殺。
實際上喜歡小兵衛的前妻・阿貞，但因為阿貞與小兵衛結婚而與師父一起住在大原里裡。
- 長次・阿元

是小兵衛常常光顧的餐廳｢不二樓」的廚師和女傭，後來結婚，然後在淺草・駒形町開設小餐廳「元長」。
店名｢元長｣是小兵衛所命名。是取他們兩人名字中的一字來作為店名。
- 生島次郎太夫

老中・田沼主殿頭意次的僕人。被稱作田沼意次的匕首。

### 大治郎的門人
- 笹野新五郎

秋山大治郎的弟子。六百石旗本・笹野忠左衛門的長男，實際上是生島次郎太夫的兒子。
- 杉本又太郎

無外流劍客・杉本又左衛門的息子。在父親過世後，為了繼承道場而師事大治郎。

### 劍客 小兵衛的同輩
- 牛堀九萬之助

在淺草・元鳥越町創立奧山念流道場的剣客。曾在土井能登守面前的比賽中與秋山小兵衛戰鬥，這也是後來與小兵衛結識的原因。
一生因為投入於劍術而沒有娶妻，並且是已經達到高超境界的好手，人品也相當好，因此自己的道場雖然小但是名門弟子卻相當多。
- 伊藤三彌

嶋岡禮藏的宿敵、柿本源七郎的弟子和愛人。在與柿本對決前以弓箭射殺暫住在大治郎道場的嶋岡。在那時，被大治郎砍掉右手臂。並且向小雨僧（同父異母的哥哥・伊藤郁太郎）請求要殺害秋山父子。哥哥被小兵衛殺了以後，在他哥哥住的地方自殺。
- 植村友之助

小兵衛的弟子。也修行根岸流手裏劍。被叫作「秋山道場的逸才」的劍士。自己因為嚴格的修行和毫無底限的喝酒而生了大病，為了回復身體而開始養病並且把當家身份讓給弟弟。老師小兵衛看到這個狀況後把淺野幸右衛門的舊宅借給他住。
- 内山文太

和小兵衛是同門師兄弟。年齡比小兵衛大10歳以上。擔任小兵衛和阿貞結婚的仲介人。由於女兒出嫁到市谷皇宮門外的茶葉批發商・井筒屋那邊，於是搬到那裡享受著快樂的隱退生活，但是後來卻急速昏迷而死去。
年輕時，和弟媳發生了外遇，生下阿清這個孩子。清的女兒・阿直後來和住在牛込・早稲田町的醫生・横山正元結婚。

### 其他
- 杉原秀

一刀流・杉原左内的女兒、根岸流手裏劍的高手。在某次事件中與又六相識，之後結婚。
- 橫山正元

牛込早稲田町的醫生。和秋山父子同樣使用無外流劍術，是個把酒和女人都說是「最喜歡的東西」而且毫不忌諱的人物。和秋山父子的交情相當久。

## 各話一覧
- 劍客生涯一 劍客生涯

女武者
劍之誓約
藝者的轉變
井關道場・四天王
雨中的鈴鹿川
畫眉的阿金
毒殺老中
- 劍客生涯二 斬人試刀

鬼熊酒屋
斬人試刀
老虎
惡徒
三冬的乳房
妖怪小雨僧
不二樓・蘭之間
- 劍客生涯三 煙靄之男

東海道見付驛站
紅色富士
煙靄之男
謊言的外衣
兎和熊
洞房花燭夜
深川十萬坪
- 劍客生涯四 天魔

雷神
箱根細工
夫婦浪人
天魔
約定金二十兩
鰻和尚
突發
老僧狂亂
- 劍客生涯 白鬼

白鬼
西村屋的小夜
手裡劍阿秀
暗殺
避雨的小兵衛
三冬の縁談
たのまれ男
- 劍客生涯六 新妻

鷲鼻的武士
品川お匙屋敷
川越中納言
新妻
金貸し幸右衛門
いのちの畳針
道場破り
- 劍客生涯七 隠れ蓑

春愁
徳どん、逃げろ
隠れ蓑
梅雨の柚の花
大江戸ゆばり組
越後屋騒動
決鬥・高田的馬場
- 劍客生涯八 狂亂

毒妻
狐雨
狂亂
仁三郎的臉
女和男
秋の炬燵
- 劍客生涯九 待ち伏せ

待ち伏せ
兩個小小茄子
或る日の小兵衛
秘密
討たれ庄三郎
冬木立
劍之命脈
- 劍客生涯十 春之風暴

（長編）
除夜之客
寒頭巾
善光寺・境内
頭巾が襲う
名残りの雪
一橋控屋敷
老之鶯
- 劍客生涯十一 勝負

劍的師弟
勝負
初孫命名
那天的三冬
時雨蕎麦
拔刀相助
小判二十兩
- 劍客生涯十二 十番斬り

白貓
密通浪人
不寝鳥
十番斬り
同門之酒
逃げる人
罪ほろぼし
- 劍客生涯十三 波紋

消失的女人
波紋
剣士変貌
敵
夕紅大川橋
- 劍客生涯十四 暗殺者

（長編）
浪人・波川周藏
蘭之間・秘密房間
風花之朝
頭巾的武士
忍び返しの高い塀
墓参の日
血鬥
- 劍客生涯十五 二十番斬り

おたま
（特別長編）
二十番斬り
目眩の日
皆川石見守屋敷
誘拐
その前夜
流星
卯の花腐し
- 劍客生涯十六 浮沈

（長編）
深川十万坪
暗夜襲撃
浪人・伊丹又十郎
霜夜之雨
首
霞之劍

### 番外編
- 黑白 劍客生涯 外傳（上）（下）
- 劍客生涯 外傳

## 電視劇
- 1973年，加藤剛（日语：加藤剛）、山形勲（日语：山形勲）主演版
- 1983年，中村又五郎（日语：中村又五郎 (2代目)）主演版
- 1998年，藤田まこと（日语：藤田まこと）主演版、富士電視台。
- 2012年8月24日21時，北大路欣也主演版、富士電視台。[1]

## 漫畫

### 齊藤隆夫版
1998年-1999年，作畫齊藤隆夫、腳色北鏡太、LEED Publishing漫畫雜誌『リイドコミック』連載。「雷神」終了（腰斬）。
單行本新刊5卷、版4卷、文庫版3卷（2003年）。

### 大島矢須一版
2008年，LEED Publishing漫畫雜誌『COMIC RAN』由大島矢須一作畫，負責新發行漫畫版連載。
-{掲載分は、リイド社より、単行本として、以下のように発売されている。
- 剣客商売 1 （「井関道場・四天王」まで） 2008年6月26日 ISBN 978-4845837281
- 剣客商売 2 （「鬼熊酒屋」まで） 2008年10月23日 ISBN 978-4845837298
- 剣客商売 3 （「三冬の乳房」まで） 2009年2月25日 ISBN 978-4845837304
- 剣客商売 4 （「赤い富士」まで） 2009年6月26日 ISBN 978-4845837311
- 剣客商売 5 （「婚礼の夜」まで） 2009年11月10日 ISBN 978-4845837328
- 剣客商売 6 （「夫婦浪人」まで） 2010年3月10日 ISBN 978-4845837335
- 剣客商売 7 （「突発」まで） 2010年7月12日 ISBN 978-4845839902
- 剣客商売 8 （「手裏剣お秀」まで） 2010年10月26日 ISBN 978-4845839919
- 剣客商売 9 （「たのまれ男」まで） 2011年2月28日 ISBN 978-4845839926
- 剣客商売 10 （「新妻」まで） 2011年6月28日 ISBN 978-4845839933
- 剣客商売 11 （「春愁」まで） 2011年10月27日 ISBN 978-4845839940
- 剣客商売 12 （「大江戸ゆばり組」まで） 2012年2月28日 ISBN 978-4845839957
- 剣客商売 13 （「狐雨」まで） 2012年6月28日 ISBN 978-4845839964
- 剣客商売 14 （「秋の炬燵」まで） 2012年10月28日 ISBN 978-4-8458-4358-9
- 剣客商売 15 （「秘密」まで） 2013年2月27日 ISBN 978-4-8458-4359-6
- 剣客商売 16 （「剣の師弟」まで） 2013年7月11日 ISBN 978-4-8458-4360-2}-

## 外部連結
- 博客來網路書店-劍客生涯介紹 （页面存档备份，存于）

## 腳注
1. ↑  『剣客商売』が北大路欣也主演で2年半ぶりに復活!女剣士三冬役には杏、おはるに貫地谷しほり、大治郎に斎藤工が決定! - 番組・イベント最新情報 とれたてフジテレビ （页面存档备份，存于） 2012年5月31日付